# Šuwala
Šuwala ist eine hurritische Göttin. Als ihre Stadt wird Mardaman angegeben, das im Gebiet des Ḫabur liegt, was eine syrische Herkunft der Göttin nahelegt. In der bei Emar gelegenen Stadt Šatappu wurde sie zusammen mit Ugur verehrt. Am ḫišuwa-Fest erhielt sie zusammen mit Aštabi einen Vogel und drei Fladenbrote. In den kaluti-Opferlisten wird sie nach Nabarbi genannt.